# Доганица
Доганица (на сръбски: Доганица или Doganica) е село в Община Босилеград, Сърбия. По време на османското владичество по тези краища Доганица е било едно от имената на Осоговската планина. Има население от 28 жители (по преброяване от септември 2011 г.).

## История
Жителите на селото са преселници от Македония, което е отразено в някои характерни за Кратовско особености на местния диалект.

## Демография
- 1948 – 284
- 1953 – 291
- 1961 – 262
- 1971 – 236
- 1981 – 155
- 1991 – 80
- 2002 – 50
- 2011 – 28

## Етнически състав
(2002)
- 88,00% българи
- 12,00% сърби

## Личности
Родени в Доганица
- Мано Атанасов Босилеградчето, български революционер, деец на ВМРО, загинал на 15 юни 1927 година в сражение при село Дренок, Кумановско[3]
- Спас Стефанов (1900 – 1927), деец на ВМРО